# Malaysische Badmintonmeisterschaft 2012
Die Malaysische Badmintonmeisterschaft 2012 fand bereits vom 12. bis zum 15. Oktober 2011 in Kuala Lumpur als Proton Malaysia Grand Prix Finals statt.

## Sieger und Platzierte
| Disziplin    | Gold                             | Silber                                           | Bronze                        |
| ------------ | -------------------------------- | ------------------------------------------------ | ----------------------------- |
| Herreneinzel | Lee Chong Wei                    | Goh Soon Huat                                    | Misbun Ramdan Mohmed Misbun   |
| Herreneinzel | Lee Chong Wei                    | Goh Soon Huat                                    | Chong Wei Feng                |
| Dameneinzel  | Lydia Cheah Li Ya                | Tee Jing Yi                                      | Julia Wong Pei Xian           |
| Dameneinzel  | Lydia Cheah Li Ya                | Tee Jing Yi                                      | Sonia Cheah Su Ya             |
| Herrendoppel | Fairuzizuan Tazari Ong Soon Hock | Mohd Lutfi Zaim Abdul Khalid Vountus Indra Mawan | Goh V Shem Lim Khim Wah       |
| Herrendoppel | Fairuzizuan Tazari Ong Soon Hock | Mohd Lutfi Zaim Abdul Khalid Vountus Indra Mawan | Cheah Like Chou Chow Pak Chuu |
| Damendoppel  | Vivian Hoo Kah Mun Woon Khe Wei  | Chin Eei Hui Goh Liu Ying                        | Sannatasah Saniru Tee Jing Yi |
| Damendoppel  | Vivian Hoo Kah Mun Woon Khe Wei  | Chin Eei Hui Goh Liu Ying                        | Chow Mei Kuan Lee Meng Yean   |
| Mixed        | Chan Peng Soon Goh Liu Ying      | Tan Wee Kiong Woon Khe Wei                       | Tan Aik Quan Lai Pei Jing     |
| Mixed        | Chan Peng Soon Goh Liu Ying      | Tan Wee Kiong Woon Khe Wei                       | Mak Hee Chun Lim Yin Loo      |